# رملة الأنجب
رملة الأنجب إحدى قرى مركز أشمون التابع لمحافظة المنوفية بجمهورية مصر العربية.

## التاريخ
ذكر محمد رمزي في كتابه القاموس الجغرافي للبلاد المصرية أن رملة الأنجب من القرى القديمة، وأن اسمها الأصلي «الرملة»، حيث ذكرها ابن الجيعان في كتابه «التحفة السنية بأسماء البلاد المصرية»، أنها من كفور شمما من الأعمال المنوفية، وأن مساحتها 1,200 فدان. كما وردت باسمها «الرملة» في تأريخ سنة 1228هـ/1813م، ومنذ سنة 1272هـ/1856م أصبح اسمها «رملة الأنجب» نسبة إلى قرية الأنجب المجاورة، ولتمييزها عن قرية الرملة التابعة لمركز بنها بمديرية القليوبية.

## السكان
بلغ عدد سكان رملة الأنجب 8,493 نسمة، حسب الإحصاء الرسمي لعام 2006.